# 刚毛太阳瓶子草
刚毛太阳瓶子草（学名：Heliamphora hispida）是委内瑞拉与巴西之间的内布利纳山脉东南部特有的食虫植物。其种加词“hispida”来源于拉丁文“hispidus”，意为“刚毛”，指其捕虫瓶内表面的被毛。刚毛太阳瓶子草的分布地包括內布利納峰及其附近地区，海拔分布范围为1800米至3014米。

## 植物学史
由于内布利纳山脉难以到达，直至1954年才有人对其附近的热带雨林进行考察。1998年12月，约阿希姆·那兹、费尔南多·里瓦达维亚（Fernando Rivadavia）、若泽·毛里西奥·瓦莱里娅·匹利亚卡斯教授（José Mauricío Valeria Piliackas）、埃德·里德（Ed Read）、杰瑞·胡根斯曲德（Gert Hoogenstrijd）、克里斯托弗·舍贝尔（Christoph Scherber）及凯萨琳·汉德霍弗博士（Kathrin Hinderhofer）一队对内布利纳山一带的食虫植物进行了专门考察。其间他们即发现了包括刚毛太阳瓶子草在内的许多类群。2000年，约阿希姆·那兹和安德烈亚斯·维斯图巴正式描述了刚毛太阳瓶子草。

## 形态特征
刚毛太阳瓶子草的根茎分支。植株常呈丛状。
刚毛太阳瓶子草的捕虫瓶长15至20厘米，偶尔可长达25厘米。捕虫瓶下部为漏斗形，中部瓶肩收缩值得略呈葫芦形，上部为漏斗形。瓶口宽5至8厘米。瓶盖心形，基部强烈收缩，长1至1.5厘米，宽1至1.5厘米。在瓶盖尖端附近存在一个长1至1.5毫米的附属物。捕虫瓶内表面上部存在长1至4毫米的下向刚毛，但该性状可变高，部分植株该刚毛大大减少，中部无毛，基部具粗毛。大部分植株外表面无毛，部分具长0.5至1毫米的被毛。其蜜腺较小，凹陷，红色。捕虫瓶黄绿色，并具红色网纹，存在于暴露处的捕虫瓶可为深红色。
刚毛太阳瓶子草的花序长50厘米，共3至5朵花，基部无毛，末端略具柔毛。花梗长5厘米。花被片4枚，长5至6厘米，宽2至3厘米，长圆形至披针形，白色至淡红色。苞片卵形，长4至5厘米。雄蕊10枚，1系，花丝长7毫米。花药为长圆形至披针形，长约7毫米，宽约1.5毫米。子房3室，具短柔毛，花柱无毛。种子为褐色，侧扁，长圆形，长2至3毫米，具不规则膜翅。

## 原生地
刚毛太阳瓶子草仅存在于内布利纳山脉的东南端。同时，刚毛太阳瓶子草也是唯一生长于内布利纳山附近高原草地中的太阳瓶子草属植物。1987年，布鲁尔·卡里亚斯（Brewer-Carias）公布了在提特里可河（Titirico）拍摄的数张类似于刚毛太阳瓶子草的植株照片。提特里可河位于内布利纳山东北部约7至8公里处。所以约阿希姆·那兹和安德烈亚斯·维斯图巴认为其也可能出现于更靠北的地区。
刚毛太阳瓶子草的原生地为沼泽及高地草原或开阔却非常潮湿的云雾森林及灌木林。其存在于内布利纳山附近的高地草原至内布利纳山海拔3814米的顶峰地区内。在原生地中，其通常在其他植物或落叶的遮荫下生长，遮荫程度为0至40%。刚毛太阳瓶子草的植株可形成直径达80厘米的丛状，这样可以有效的与周围的植被竞争。

## 生态关系
刚毛太阳瓶子草的分布孤立。虽然内布利纳山太阳瓶子草（H. neblinae）也存在于内布利纳山地区，但刚毛太阳瓶子草通常不与在内布利纳山太阳瓶子草同域分布。其仅存在于内布利纳山东部的开阔高地草原中。虽然两者有时邻近分布，但仍然明显分隔，特别是刚毛太阳瓶子草通常生长于遮荫条件下，而内布利纳山太阳瓶子草更偏爱海拔1800米至2000米的开阔平坦草原。
刚毛太阳瓶子草也经常生长于淹水地区，从而使得其捕虫瓶内消化液的水位与外界几乎一致。此外，曾在野外曾记录到由萎叶与根茎组成的高1.8米的植株丛。
内布利纳山的东南部主要为低地森林或灌木沼泽。其植被主要由多子属（Bonnetia）植物及其他山地灌木组成。少数地区则以泰特布洛凤梨（Brocchinia tatei）为主导。

## 自然杂交种
约阿希姆·那兹和安德烈亚斯·维斯图巴在灌木丛中发现了少量疑似刚毛太阳瓶子草与内布利纳山太阳瓶子草的自然杂交种。但其发现地既不靠近刚毛太阳瓶子草的分布地也不靠近内布利纳山太阳瓶子草的分布地。该类群具有类似于内布利纳山太阳瓶子草长而呈管状的捕虫瓶，而具有类似于刚毛太阳瓶子草小而圆的瓶盖。

## 相关物种
刚毛太阳瓶子草与小太阳瓶子草（H. minor）和艾俄那西太阳瓶子草（H. ionasii）之间存在着密切的近缘关系。但刚毛太阳瓶子草与其他太阳瓶子草属物种之间都可以轻易区分。其中，小太阳瓶子草各部分的尺寸都小于刚毛太阳瓶子草。而艾俄那西太阳瓶子草除花序外均大于刚毛太阳瓶子草。
| 刚毛太阳瓶子草、小太阳瓶子草与艾俄那西太阳瓶子草之间的形态特征区别 |                                |                                  |                               |
| 形态特征                                                           | 刚毛太阳瓶子草                 | 小太阳瓶子草                     | 艾俄那西太阳瓶子草            |
| 捕虫瓶                                                             |                                |                                  |                               |
| 尺寸                                                               | 长15至25厘米，宽5至8厘米       | 长8至20厘米，宽3至8厘米          | 长40至50厘米，宽10至15厘米    |
| 形状                                                               | 上部为宽漏斗形，下部略呈葫芦形 | 上部略阔至管状，下部略呈葫芦形   | 上部为极阔，下部为葫芦形      |
| 瓶盖                                                               |                                |                                  |                               |
| 尺寸                                                               | 长1至1.5厘米，宽1至1.5厘米     | 长0.5至1厘米，宽0.3至0.5厘米     | 长2至3厘米，宽2至3厘米        |
| 形状                                                               | 心形，弯曲                     | 明显的盔形                       | 心形，弯曲                    |
| 花序                                                               |                                |                                  |                               |
| 尺寸                                                               | 花梗长约50厘米，花柄长约5厘米  | 花梗长20至40厘米，花柄长3至4厘米 | 花梗长100厘米，花柄长约12厘米 |
| 花被片形态                                                         | 长圆形至披针形，基部窄         | 披针形，基部宽                   | 披针形，基部宽                |
| 雄蕊                                                               |                                |                                  |                               |
| 尺寸                                                               | 长7毫米                        | 长4毫米                          | 长3.5毫米                     |
| 数量                                                               | 10                             | 15                               | 15                            |